# Синявка (притока Іршавки)
Синя́вка  — річка в Україні, в межах Хустського району Закарпатської області. Ліва притока Іршавки (басейн Тиси).

## Опис
Довжина 21 км, площа басейну 41,4 км². Похил річки 35 м/км. Річка типово гірська зі швидкою течією та численними перекатами і порогами; є невеликі водоспади.

## Розташування
Бере початок на північ від села Осій, на схилах гори Бужори, котра є частиною гірського масиву Великий Діл. Тече переважно на південний захід, впадає до Іршавки біля південної околиці міста Іршави.
Притоки: Суха Синячка (права).
Над річкою розташовані села Осій та Ільниця, а також південна частина міста Іршава.

## Галерея

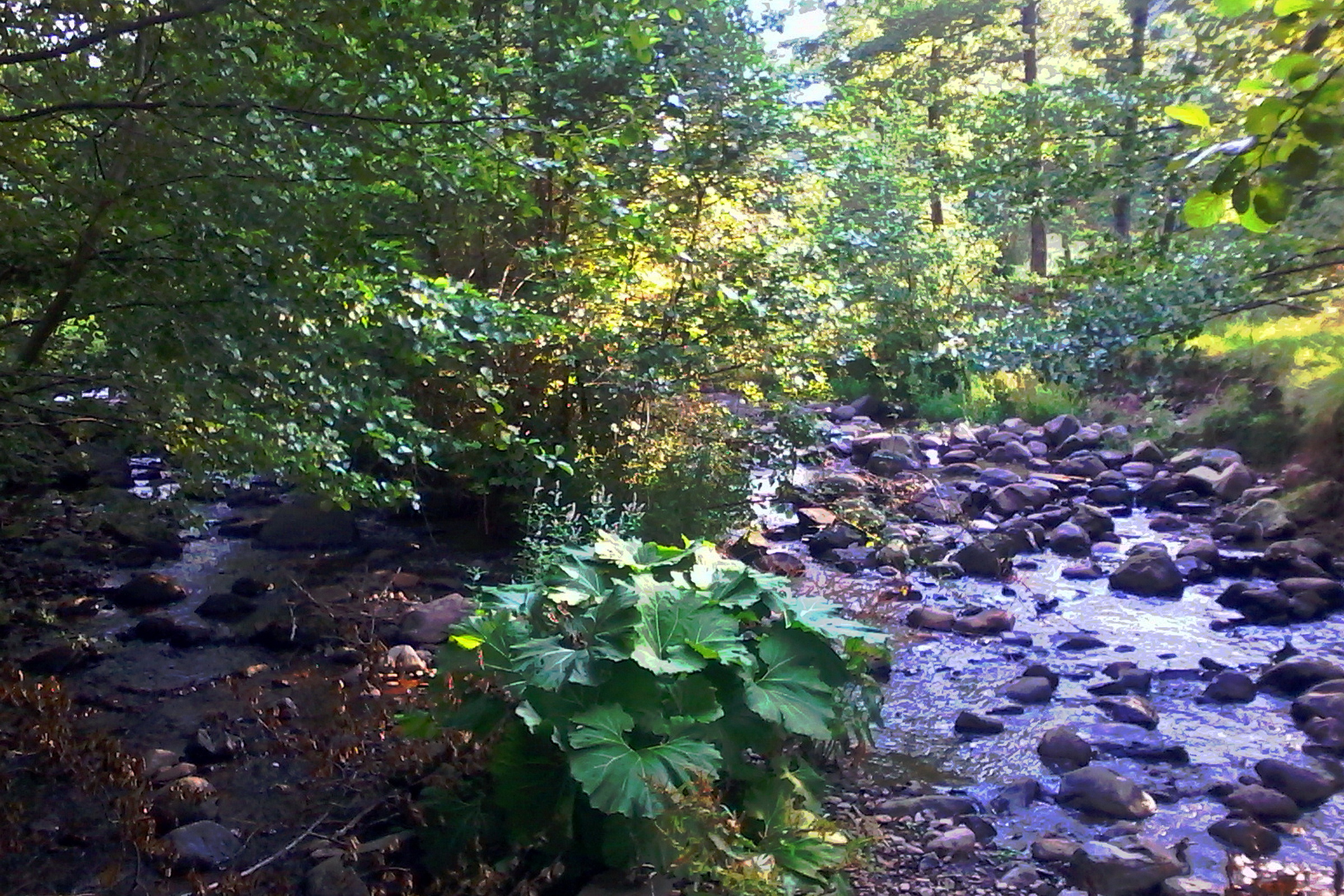
Річка Синявка
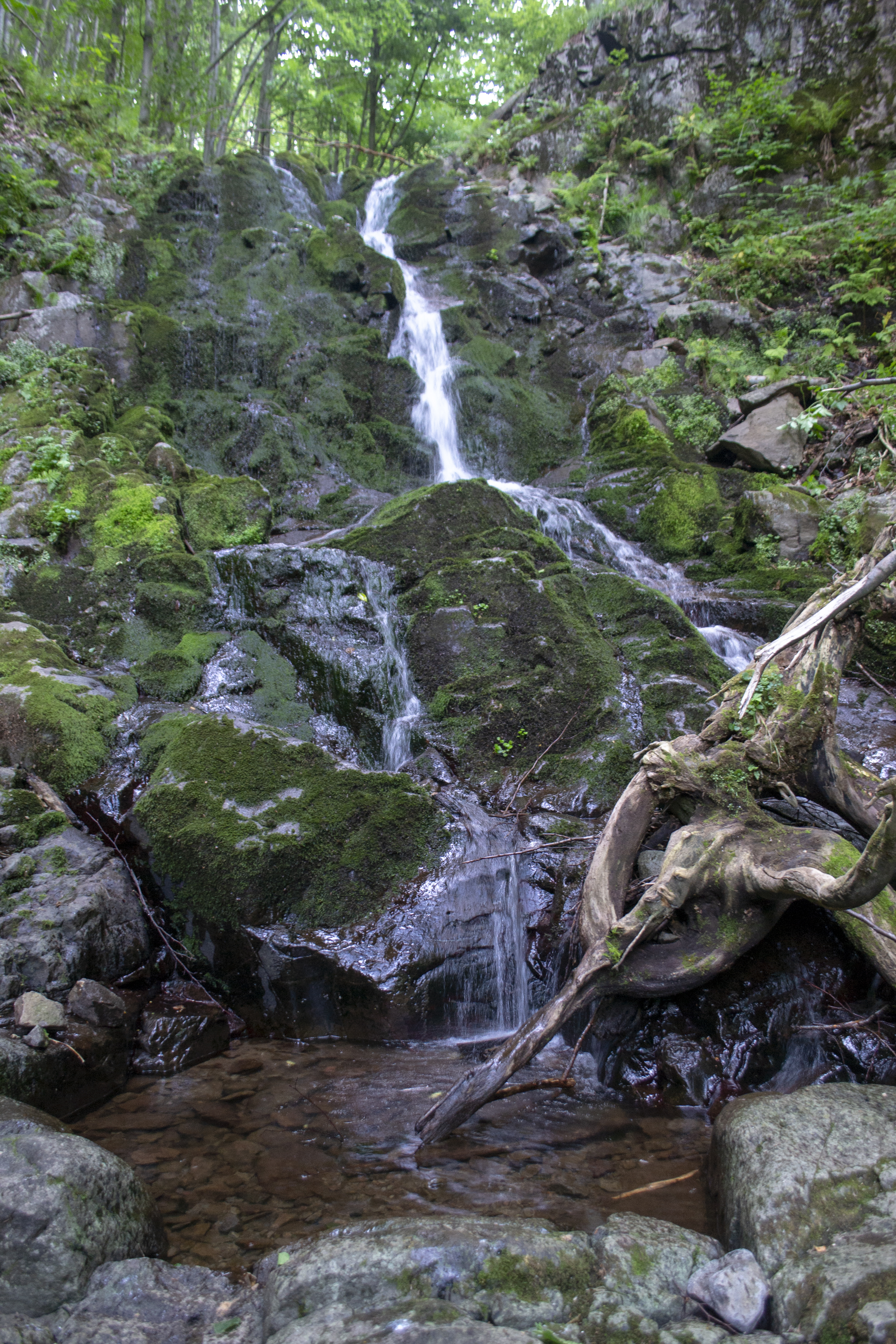
Водоспад Кам'янка
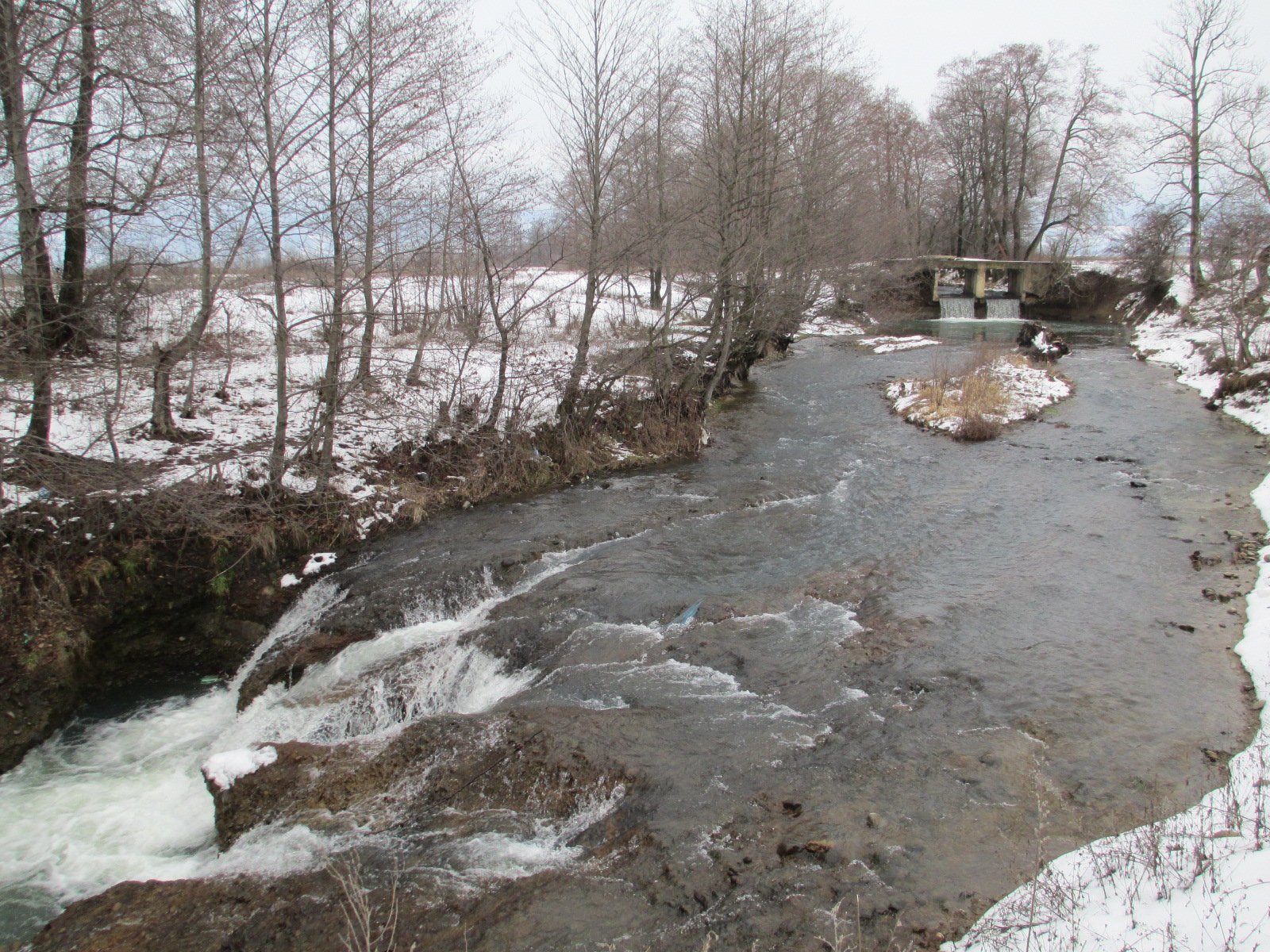
Пороги на Синявці